# Jean Debruynne
Pour les articles homonymes, voir Debruynne.
Jean Debruynne, né le 11 mars 1925 à Lille et mort à Byblos (Liban) le 8 juillet 2006, est un prêtre et poète français.
Prêtre de la Mission de France, aumônier général des Guides de France et des Scouts de France (entre autres mouvements) pendant de longues années, le père Debruynne s'est fait connaître pour ses talents de poète (inspiré de Jacques Prévert) et d'écrivain.